# Howard (Schiff, 2001)
Die USS Howard (DDG-83) ist ein Zerstörer der Arleigh-Burke-Klasse. Die United States Navy benannte das Schiff nach Jimmie E. Howard, einem hochdekorierten, u. a. mit ausgezeichnet mit der Medal of Honor, Marine, der 1993 gestorben ist und sowohl in Korea wie auch in Vietnam gekämpft hat.

## Geschichte
DDG-83 wurde 1996 in Auftrag gegeben und Ende 1998 bei Bath Iron Works auf Kiel gelegt. Nach knapp unter einem Jahr lief der Zerstörer vom Stapel und wurde getauft. Die Howard wurde im Oktober 2001 nach den Werfterprobungsfahrten offiziell in Dienst gestellt.
2004 operierte die Howard mit der John C. Stennis zu Übungen im Pazifik. 2008 verlegte der Zerstörer mit der Rnald Reagan in den Persischen Golf. Auf dieser Fahrt blieb die Howard bei dem ukrainischen Frachtschiff Faina, das vor Somalia von Piraten gekapert wurde und Kriegsgerät, unter anderem Kampfpanzer T-72, für Kenia geladen hat. Ende 2008 trat die Gruppe die Heimreise nach San Diego an. Bereits kurz darauf trat aus der Backbord-Welle der Howard Hydraulikflüssigkeit aus, woraufhin diese abgeschaltet wurde. Mit reduzierter Geschwindigkeit fuhr die Howard die über 9000 Kilometer bis Guam. In Apra Harbor untersuchten Taucher und Techniker die Antriebssysteme und gaben schließlich grünes Licht für die Durchquerung des Pazifiks, weitere 9000 Kilometer, mit nur einer Welle. Nach einem Tankstopp in Pearl Harbor auf Hawaii erreichte die Howard San Diego am 29. November, das Schiff wurde dort eingedockt und repariert.
2009 folgte eine Verlegung mit der Reagan in den westlichen Pazifik. Im Juni 2011 nahm die Howard an einer Übung mit der malaysischen Marine teil.